# Jacob Spornberg

Okänd man målad av Spornberg

Jacob Spornberg, född 1768 troligen i Bernå socken, Finland, död efter augusti 1840 troligen i Amerika, var en finländsk-svensk målare och kopparstickare.
Han var son till kramhandlaren Isaac Spornberg och Anna Elisabeth Stierna och från 1795 gift med Rebecka Baguley. Han var bror till Carl Isak och Adolf Fredrik Spornberg samt systerson till Peter Henrik Stierna. Han skrevs in som student tillsammans med sina bröder vid Konstakademien i Stockholm 1779. Han medföljde Elias Martins fru till England 1785 med det förbehållet att Martin förband sig att betala böter om inte Spornberg återvände till sina studier inom ett år. Efter återkomsten till Sverige återupptog han sina studier för Martin och producerade bland annat fyra kopparstick 1787 som senare utgavs i Samuel Ödmanns Sammandrag af... Carsten Niebuhrs resa i Levanten.... Därefter återvände han till 1788 England troligen tillsammans med Martin, och var från 1790 bosatt i Bath som silhuettmålare i miniatyr där han signerade sina verk med W.A. i stället för Jacob. Tillsammans med sin fru besökte han Stockholm 1817 och ännu 1830 nämns han som bosatt i Bath. Sista gången hans namn påträffas i officiella handlingar är 1840 då han med båten Gladiator anländer till New York. Hans konst skilde sig från den vanliga silhuettframställningen genom att profilen tecknades på ett konvext glas varefter ytan utanför målades svart, efter att hår och anletsdragen ritats med fina linjer färgades baksidan med ett rött färgämne. Slutresultatet kom på detta sätt att påminna om grekiska vasmålningar och hans miniatyrmålningar fick epitetet att vara målade på det grekiska maneret. Han signerade sina miniatyrer med W Spornberg, fecit. Bath eller med en etikett med texten Bath Mr Spornberg. Miniature painter. 2 Lilliput Alley Bath. Profiles painted on glass in the neatest manner. Som  illustratör illustrerade han 1801 Richard Warners bok History of Bath. På 1930-talet fanns i Knole Collection åtta porträtt av medlemmar från familjen Anstey utförda under en tjugoårsperiod från 1792 och i Welledsleys samling fanns fem porträtt i svartvitt som var en sällsyntare typ ån de i färg. Spornberg är representerad vid Victoria and Albert Museum i London, National Gallery i Washington samt Nationalmuseum.